# Olga Wladimirowna Lewenkowa
Olga Wladimirowna Lewenkowa (russisch Ольга Владимировна Левенкова, engl. Transkription Olga Vladimirovna Levenkova; * 11. Januar 1984 in Kemerowo, RFSR, Sowjetunion) ist eine ehemalige russische Leichtathletin, die sich auf den Siebenkampf spezialisiert. Ihren größten Erfolg feierte sie mit dem Gewinn der Bronzemedaille im Fünfkampf bei den Hallenweltmeisterschaften 2006 in Moskau.

## Sportliche Laufbahn
Erste internationale Erfahrungen sammelte Olga Lewenkowa im Jahr 2002, als sie bei den Juniorenweltmeisterschaften in Kingston mit 5712 Punkten die Bronzemedaille im Siebenkampf gewann. Im Jahr darauf siegte sie mit 5748 Punkten bei den Junioreneuropameisterschaften in Tampere, ehe sie bei der Sommer-Universiade in Daegu mit 5672 Punkten den neunten Platz belegte. 2005 gewann sie bei den U23-Europameisterschaften in Erfurt mit 5950 Punkten die Bronzemedaille hinter der Niederländerin Laurien Hoos und Lilli Schwarzkopf aus Deutschland. Anschließend gelangte sie bei den Studentenweltspielen in Izmir mit 5620 Punkten auf den achten Platz. Im Jahr darauf gewann sie bei den Hallenweltmeisterschaften in Moskau mit 4570 Punkten die Bronzemedaille im Fünfkampf hinter der Ukrainerin Ljudmyla Blonska und Karin Ruckstuhl aus den Niederlanden. Im Mai belegte sie beim Mehrkampfmeeting in Götzis mit 6231 Punkten den siebten Platz, ehe sie im August bei den Europameisterschaften in Göteborg mit 6118 Punkten auf den zehnten Platz gelangte. 2007 wurde sie bei den Halleneuropameisterschaften in Birmingham mit 4317 Punkten Zwölfte im Fünfkampf und in Gätzis wurde sie mit 6062 Punkten 13. Im Jahr darauf gelangte sie ebendort mit 6103 Punkten auf Rang 16 und beendete daraufhin ihre aktive sportliche Karriere im Alter von 22 Jahren.
2006 wurde Lewenkowa russische Hallenmeisterin im Fünfkampf.

## Persönliche Bestleistungen
- Siebenkampf: 6231 Punkte, 28. Mai 2006 in Götzis
  - Fünfkampf (Halle): 4713 Punkte, 5. Februar 2006 in Moskau